# Gossypium schwendimanii
Gossypium schwendimanii är en malvaväxtart som beskrevs av P.A. Fryxell och S.D. Koch. Gossypium schwendimanii ingår i släktet bomull, och familjen malvaväxter. Inga underarter finns listade i Catalogue of Life.